# Sebeupálení v Tibetu

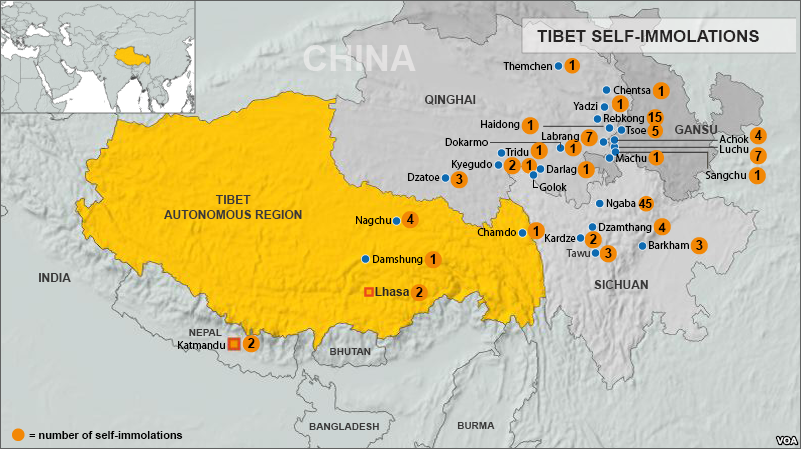
Mapa tibetských oblastí (TAO žlutě) s počty případů upálení k roku 2013

K 23. květnu 2015 se od 27. 2. 2009 upálilo v tibetských oblastech Čínské lidové republiky 140 Tibeťanů. Svým činem vyjádřili protest proti čínské politice vůči Tibeťanům. Mezi upálenými jsou muži, ženy, studenti, mniši, mnišky, zemědělci, nomádi i lidé jiných profesí. Dalších 5 Tibeťanů se upálilo v Indii a Nepálu, taktéž jako výraz nesouhlasu s čínskou politikou. Na následky svého činu již podlehlo 123 osob. Tyto protesty dále pokračují.

## Příčina
Většina z upálených při svém činu provolávala svobodu Tibetu a návrat JS dalajlámy do vlasti. Množství obětí při svém činu neslo tibetskou vlajku. Kromě nespokojenosti se současnou situací v Tibetu měla každá z obětí další důvody ke svému protestu.
- Největší vlna upalování proběhla v roce 2012, především v období podzimu, kdy se konal sjezd KSČ a bylo voleno nové vedení země.
- Případy upálení se často opakují během března (výročí okupace v roce 1951, výročí povstání v roce 1959, výročí protestů v letech 1988 a 1989, výročí protestů v roce 2008), narozenin dalajlámy, během tibetských svátků – Losar (Nový rok), Sagadawa (4. měsíc tibetského kalendáře), během čínských státních svátků, např. založení ČLR (1. 10.), výroční sjezdy KSČ apod.
- Po neúspěchu protestů; zhoršení situace v tibetských oblastech a žádné reakce ze strany mezinárodního společenství, se počet případů v roce 2013 snížil, v roce 2014 došlo pouze k 11 případům upálení (oproti více než 80 obětem v roce 2012).

Množství obětí zanechalo dopisy na rozloučenou a vzkazy. Nejčastěji obsahují:
- žádost k mezinárodnímu společenství (OSN) o pomoc řešení lidských práv v Tibetu
- záchrana a ochrana tibetského jazyka a kultury, která v čínském prostředí zaniká
- návrat JS dalajlámy a propuštění JS pančhenlamy (nezvěstný od roku 1995)
- svobodu a samostatnost Tibetu
- rovnost národností (především tibetské a čínské) a soudržnost Tibeťanů
- náboženskou svobodu
- zhoršení kvality života a nemožnost uživit rodinu (nomádi, kterým byly zabaveny stáda dobytka, zakázáno vést pastevecký život a jejich rodiny byly přesunuty do nově vybudovaných vesniček bez možnosti najít práci)[2]
- celková nespokojenost se situací v Tibetu a vyjádření protestu, naděje na změnu

## Dopad
Politická situace v regionech s upálenými se znatelně zhoršila.
Ve Lhase po protestech v roce 2008 byla situace "pod kontrolou" díky masivní přítomnosti ozbrojených vojenských a policejních složek. Po protestu sebeupálením ve Lhase na náměstí před chrámem Džókhang v roce 2012 se situace dále zhoršila. V roce 2012 byly zabaveny veškeré cestovní pasy vydané občanům tibetské národnosti a vydávání dalších bylo zastaveno.
Dva muži upálení ve Lhase v roce 2012 pocházeli z Khamu. Proto od té doby Tibeťané z tibetských oblastí Amdo a Kham (dnes patří k čínským provinciích Čching-chaj, Kan-su, S'-čchuan a Jün-nan) musí při vstupu do Lhasy předložit 5 povolení pro pobyt ve městě.

## Postoj čínské vlády
Čínská vláda označila sebeupalující za členy tzv. Dalajlámovy kliky, která se snaží o rozvrácení celistvosti ČLR. Čínská vláda dále označuje dalajlámu za organizátora upalování a obviňuje ho z podporování a nucení k této formě protestu.
Podle čínské vlády sebeupálení narušuje stabilitu, harmonii a ekonomický rozvoj v tibetských oblastech. Čin sebeupálení je protiprávní a každý, kdo takovému činu napomáhá se dopouští činu úmyslného zabití. Taktéž odvoz těla a odmítnutí lékařské péče je považováno za protiprávní čin a úmyslné zabití.
Čína propaguje oběti jako osoby psychicky nemocné, závislé na alkoholu, závislé na drogách, osoby, které spáchaly trestou činnost. Činem sebeupálení řeší své osobní problémy (dluhy, nemoc, psychickou nemoc, trest odnětí svobody ve vězení), oběti dostaly za svůj čin zaplaceno (od separatistických skupin) a podobně.
V roce 2012 vláda v Tibetské AO opakovaně prohlašovala, že na území "Tibetu" nedošlo k žádnému případu upálení. Proto se nejedná o "tibetský problém", ale o místní problémy v jednotlivých regionech (Čching-chaj, S'-čchuan, Kan-su a Jün-nan). Během týdne došlo k upálení dvou mužů z Khamu ve Lhase. K případům sebeupálení v TAO došlo i později. Přesto místní vláda nepřipouští ani jeden případ upálení.

Místní vláda v každém tibetském regionu přijala "bezpečnostní opatření", většinou se týkají otevřeného ohně na veřejnosti, vlastnictví zapalovače a sirek na veřejném prostranství, shromažďování většího počtu osob tibetské národnosti atd. V TAO benzinové pumpy prodávají pohonné hmoty Tibeťanům pouze po předložení speciálního povolení vydávaného úřady. Proto v tomto regionu cena pohonných hmot vzrostla oproti státnímu průměru o až 400 %. Během měsíce března se pohonné hmoty Tibeťanům neprodávají.

## Ohlasy v zahraničí
- 4. listopadu 2011 se při návštěvě Japonska k situaci vyjádřil dalajláma. Poznamenal, že již nezastává politické funkce (status politického vůdce Tibetu se vzdal v březnu 2011 po demokratických volbách do tibetské exilové vlády). Proto všechny otázky spojené s politikou mají směřovat k premiéru tibetské exilové vlády Lobsang Senggemu. Jako člověk a Tibeťan však cítí hluboký zármutek a soucit s oběťmi a jejich rodinami. Čínská vláda by měla důkladně vyšetřit opravdové příčiny těchto činů. Obvinil také Čínu z kulturní genocidy v Tibetu.[7]
- V listopadu 2012 dalajláma opětovně vybídl čínskou vládu k vyšetření příčin vlny sebeupalování v tibetských oblastech.[8]

- V roce 2012 se k případům sebeupálení v Tibetu vyjádřila i OSN. V listopadu 2012 se tajemnice pro lidská práva Navi Pillay obrátila na čínskou vládou s žádostí o vyšetření dodržování lidských práv v Tibetu nezávislým týmem odborníků. Čínská vláda odmítla.
- OSN opět odsoudila čínskou politiku vůči Tibetu a nedodržování lidských práv v únoru 2014.[9]

- Čínský umělec Liu Yi (刘毅) vytvořil olejomalbou všechny známé podobizny upálených. V období 1.5.-20.5.2014 ve městě Tchaj-pej na náměstí Svobody uspořádal výstavu svých maleb.[10]

## Případy upálení

### 2009
- 27.2.2009 došlo k prvnímu případu upálení. V klášteře Kirti (Ngawa, Amdo) se upálil mnich Tabe (tibetsky: བཀྲ་བྷེ་, wylie: bkra bhe).[11][12]

### 2011
Celkový počet upálených: 14 (12 na území ČLR, 2 v zahraničí).
- březen – Ngawa, okres Ngawa (1)
- srpen – Kardze, okres Tau (1)
- září – Ngawa, okres Ngawa (2)
- říjen – Ngawa, okres Ngawa (5), Kardze, okres Kardze (1)
- listopad – Kardze, okres Tau (1), Indie, Nové Dillí (1), Nepál, Káthmándú (1)
- prosinec – Čhamdo, okres Čhamdo (dnes Kharo) (1)

### 2012
Celkový počet upálených: 86 (85 na území ČLR, 1 v zahraničí).
- leden (4) – Ngawa, okres Ngawa (3), Golog, okres Darlag (1)
- únor (6) – Ngawa, okres Ngawa (3), okres Zamtang (1), Jü-šu, okres Čhrindu (1), Chaj-si, okres Tchien-ťün (1)
- březen (11) – Kanlho, okres Mačhu (1), Ngawa, okres Ngawa (5), okres Barkam (2), Chuang-nan, okres Thungren (2), Indie, Nové Dillí (1)
- duben (4) – Kardze, okres Khangding (2) (*tyto dva případy nebyly dodnes potvrzeny), Ngawa, okres Zamtang (2)
- květen (3) – Lhasa, na náměstí před Džókhangem (2), Ngawa, okres Zamtang (1)
- červen (4) – Chuang-nan, okres Čänccha (1), Jü-šu, okres Čhrindu (2), okres Jüšu (1)
- červenec (2) – Lhasa, okres Damžung (1), Ngawa, okres Barkam (1)
- srpen (7) – Ngawa, okres Ngawa (6), Kanlho, město Che-cuo (Cö) (1)
- září (2) – Peking (1), Jü-šu, okres Zadö (1)
- říjen (10) – Nagčhu, okres Nagčhu (1), okres Driru (2), Kanlho, město Che-cuo (Cö) (2), okres Sangčhu (5)
- listopad (28) – Chuang-nan, okres Thungren (9), okres Cekhog (3), Chaj-tung, okres Sün-chua (1), Ngawa, okres Ngawa (3), okres Zöge (2), Kardze (1), Nagčhu, okres Driru (1), Kanlho, město Che-cuo (Cö) (2), okres Sangčhu (3), okres Lučhu (3)
- prosinec (5) – Kanlho okres Sangčhu (1), okres Lučhu (1), Golog, okres Päma (1), Chuang-nan, okres Cekhog (1), Ngawa okres Zöge (1)

### 2013
Celkový počet upálených: 28 (26 na území ČLR, 2 v zahraničí).
- leden (3) – Kanlho, okres Sangčhu (2), Ngawa, okres Chung-jüan (1)
- únor (9) – Ngawa, okres Ngawa (1), okres Zöge (3), Kanlho, okres Sangčhu (2), okres Lučhu (1), Chaj-tung, okres Chua-lung (1)
- březen (5) – Ngawa, okres Zöge (1), okres Ngawa (1), okres Zamtang (1), Kanlho, okres Sangčhu (1), okres Lučhu (1)
- duben (3) – Ngawa, okres Zamtang (1), okres Zöge (2)
- květen (1) – Jü-šu, okres Čhumarleb (1)
- červen (1) – Kardze, okres Tau (1)
- červenec (1) – Ngawa, okres Zöge (1)
- srpen (1) – Nepál, Káthmándú (1)
- září (1) – Ngawa, okres Ngawa (1)
- listopad (1) – Golog, okres Päma (1)
- prosinec (2) – Ngawa, okres Ngawa (1), Kanlho, okres Sangčhu (1)

### 2014
Celkový počet upálených 11 (všichni na území ČLR).
- únor (2) – Chuang-nan, okres Cekhog (1), Ngawa, okres Ngawa (1)
- březen (3) – Chuang-nan, okres Cekhog (1), Ngawa, okres Ngawa (1), Kardze, okres Lithang (1)
- duben (1) Kardze, okres Tau (1)
- září (2) – Golog, okres Ga'de (1), Kanlho, město Che-cuo (Cö) (1)
- prosinec (3) – Kanlho, okres Sangčhu (1), Ngawa, okres Ngawa (1), Kardze, okres Tau (1)

### 2015
K 29.5.2015 se upálili již 4 osoby.
- březen – Ngawa (1)
- duben – Kardze (1), Ngawa (1)
- květen – Kardze, okres Tau (1), Kanlho, okres Čone (1)[14]

## Oběti

### Místo bydliště
K 21.5.2015 se upálilo 143 osob.
| Bydliště obětí podle tradičního dělení Tibetu | Bydliště obětí podle tradičního dělení Tibetu | Bydliště obětí podle tradičního dělení Tibetu | Bydliště obětí podle tradičního dělení Tibetu | Bydliště obětí podle tradičního dělení Tibetu |
| Amdo                                          | Kham                                          | Ü-Cang                                        | Gjälrong                                      | Čhangthang                                    |
| --------------------------------------------- | --------------------------------------------- | --------------------------------------------- | --------------------------------------------- | --------------------------------------------- |
| 111                                           | 26                                            | 1                                             | 3                                             | 2                                             |

- Amdo: Ngawa, okres Ngawa (39), Kanlho, okres Sangčhu (18), Chuang-nan, okres Rebkong (11), Ngawa, okres Zöge (9).

| Bydliště obětí podle dělení v rámci ČLR | Bydliště obětí podle dělení v rámci ČLR | Bydliště obětí podle dělení v rámci ČLR | Bydliště obětí podle dělení v rámci ČLR | Bydliště obětí podle dělení v rámci ČLR |
| S'-čchuan                               | Kan-su                                  | Čching-chaj                             | Tibetská AO                             |                                         |
| --------------------------------------- | --------------------------------------- | --------------------------------------- | --------------------------------------- | --------------------------------------- |
| 73                                      | 31                                      | 30                                      | 9                                       |                                         |

| S'-čchuan | S'-čchuan | S'-čchuan | S'-čchuan | S'-čchuan | S'-čchuan  | S'-čchuan |
| Kardze    | Kardze    | Tau       | Khangding | Serthar   | Bathang    | Drag'go   |
| --------- | --------- | --------- | --------- | --------- | ---------- | --------- |
| Kardze    | 2         | 7         | 2         | 2         | 1          | 1         |
| Ngawa     | Ngawa     | Zamtang   | Barkam    | Zöge      | Chung-jüan |           |
| Ngawa     | 39        | 6         | 3         | 9         | 1          |           |

| Kan-su | Kan-su | Kan-su  | Kan-su  | Kan-su |
| Kanlho | Mačhu  | Sangčhu | Che-cuo | Lučhu  |
| ------ | ------ | ------- | ------- | ------ |
| Kanlho | 2      | 18      | 5       | 5      |

| Čching-chaj | Čching-chaj | Čching-chaj | Čching-chaj | Čching-chaj |
| Jü-šu       | Čhrindu     | Jüšu        | Zadö        | Čhumarleb   |
| ----------- | ----------- | ----------- | ----------- | ----------- |
| Jü-šu       | 2           | 2           | 1           | 1           |
| Chuang-nan  | Thungren    | Cekhog      | Čänccha     |             |
| Chuang-nan  | 11          | 6           | 1           |             |
| Golog       | Ga'de       | Päma        |             |             |
| Golog       | 2           | 2           |             |             |
| Chaj-tung   | Sün-chua    | Chua-lung   |             |             |
| Chaj-tung   | 1           | 1           |             |             |
| Chaj-si     | Tchien-ťün  |             |             |             |
| Chaj-si     | 1           |             |             |             |

| Tibetská AO | Tibetská AO | Tibetská AO |
| Nagčhu      | Driru       | Nagčhu      |
| ----------- | ----------- | ----------- |
| Nagčhu      | 4           | 1           |
| Čhamdo      | Čhamdo      |             |
| Čhamdo      | 2           |             |
| Žikace      | Ňalam       |             |
| Žikace      | 1           |             |
| Lhasa       | Damžung     |             |
| Lhasa       | 2           |             |

### Věk, pohlaví a povolání obětí
- Pohlaví
  - Muži: 121
  - Ženy: 23
  - Z toho 28 otců a 11 matek
- Věk
  - Nejstarší oběť: 64 let
  - Nejmladší oběť: 16 let
  - Průměr: 27 let
- Povolání
  - Rinpočhe: 3
  - Mnich: 38
  - Mniška: 8
  - Nomádi a zemědělci: 73 (většina nomádi)
  - Studentky: 2
  - Studenti: 4
  - Obchodníci: 4
  - Tesař: 1
  - Obsluha internetové kavárny: 1
  - Malíř thangk: 1
  - Řidič taxi: 1
  - Člen KSČ: 1
  - a další